# Scythris amphonycella
Scythris amphonycella is een vlinder uit de familie dikkopmotten (Scythrididae). De wetenschappelijke naam is voor het eerst geldig gepubliceerd in 1836 door Geyer.
De soort komt voor in Europa.